# Sambala
Sambala, Shambala, Shamballa ou Shambhala é um local místico citado amiúde em textos sagrados e presente em diversas tradições do Oriente. Depois da divulgação do termo no ocidente tornou-se conhecida em círculos esotéricos e penetrou até a cultura popular.

## A tradição oriental
No budismo tibetano, Shambhala é um reino mítico oculto algures na cordilheira do Himalaia ou na Ásia central, próximo da Sibéria. É mencionado no Kalachakra Tantra  e nos textos da cultura Zhang Zhung, que antecedeu o Budismo no Tibete ocidental. A religião Bön o chama de Olmolungring.
Shambhala significa em sânscrito "um lugar de paz, felicidade, tranquilidade", e acredita-se que seus habitantes sejam todos iluminados. A linha Tantra afirma que um dos reis de Shambhala, Suchandra, recebeu de Buda o Kalachakra Tantra, e que este ensinamento é lá preservado. Segundo esta tradição, quando o Bem tiver desaparecido de sobre a Terra, o 25º rei de Shambhala aparecerá para combater o Mal e introduzir o mundo em uma nova Idade de Ouro. Na Índia, essa doutrina desapareceu a partir do advento do Islã, porém no Tibete continua viva.
Shambhala também é associada ao império histórico Sriwijaya, onde o mestre Atisha estudou sob Dharmakirti e recebeu a iniciação Kalachakra. Também é considerada a capital do Reino de Agartha, constituído, segundo as cosmologias do taoismo, hinduísmo e budismo, por oito cidades etéricas.
Inspiração para a criação literária do inglês James Hilton Lost Horizon (1925), passa a ser também conhecida e referida como Shangri-La
Entre os hinduístas o nome é mencionado nos Puranas como sendo o lugar de onde surgirá o avatar Kalki, que libertará a Terra das forças disruptivas e restabelecerá a Lei Divina 
Como outros conceitos religiosos, Shambhala possui um significado oculto e um manifesto. A forma manifesta tem Shambhala como um local físico, embora só podendo ser penetrado por indivíduos cujo bom karma o permite. Estaria em algum ponto do Himalaia ou deserto de Gobi, ladeada pela China a leste, Sibéria ao norte, Tibete e Índia ao sul, Khotan a oeste.
A interpretação oculta diz que não é um lugar terreno, mas sim interior, comparável à Terra Pura do Budismo, de caráter mental e moral, ou a um estado de iluminação a que toda pessoa pode aspirar e alcançar.
Segundo os ensinamentos  escritos e orais do Kalachakra, transmitidos ao explorador Andrew Tomas por Khamtul Jhamyang Thondup, do Conselho de Assuntos Religiosos e Culturais do Dalai Lama (em exílio na Índia desde a ocupação chinesa comunista de 1950 no Tibete), a aparência de Shambhala variaria segundo a natureza espiritual do observador: "por exemplo, certa ribeira, pura e simplesmente a mesma, pode ser vista pelos deuses como um rio de néctar, como um rio de água pelos homens, como uma mistura de pus e sangue pelos fantasmas esfomeados, e por outras criaturas como um elemento no qual se vive".

## Divulgação no ocidente
A ideia de uma terra de iluminados exerceu atração no ocidente desde sua difusão inicial no século XVII a partir de fragmentos do Budismo tibetano que conseguiram, através de exploradores e missionários, ultrapassar as usualmente fechadas fronteiras tibetanas, e da Teosofia, propagada pioneiramente por Helena Petrovna Blavatsky no século XIX.
As primeiras informações sobre este lugar chegaram ao ocidente pelos missionários católicos João Cabral e Estêvão Cacella, que ouviram referências sobre Shambhala - transcrita como Xembala - e imaginaram que se tratasse de um nome alternativo de Catai, a China. Dirigindo-se ao Tibete em 1627, descobriram o equívoco e retornaram à Índia de onde haviam saído.
Em 1833 apareceu o primeiro relato geográfico sobre a região, escrito pelo erudito húngaro Alexander Csoma de Köros, que mencionou "um país fabuloso no norte, situado entre 45º e 50º de latitude norte".
No final do século Shambhala foi mencionada por Helena Petrovna Blavatsky em seus livros, e desde então se tornou um nome familiar no ocidente, disseminando-se entre os cultos esotéricos e estimulando expedições em tentativas de localização - Nicholas Roerich (1926), Yakov Blumkin (1928), Heinrich Himmler e Rudolf Hess (1930, 1934-35, 1938-39).
Shambhala foi mencionada diversas vezes por Blavatsky, que alegava estar em contato com alguns de seus habitantes, todos pertencentes à Grande Fraternidade Branca. Segundo a Teosofia, Shambhala é tanto um lugar físico como um espiritual. Teria sido antigamente uma ilha quando a Ásia central ainda era um mar, há milhões de anos, a chamada Ilha Branca, ou Ilha Sagrada, e teria sido ali que os Senhores da Chama, os progenitores espirituais da raça humana, liderados por Sanat Kumara, teriam chegado e se estabelecido, vindos de Vênus. Atualmente a ilha seria um oásis no Deserto de Gobi, protegida de intrusos por meios espirituais. Escolas derivadas da Teosofia fazem menções ainda mais frequentes ao lugar, enfatizando sua natureza espiritual e localizando-a invisivelmente no plano etérico ou plano astral.
Shambhala também foi objeto de interesse escuso de ocultistas ligados ao Nazismo, que a viam como fonte de poder. A maciça maioria de referências literárias e testemunhos a descrevem como um lugar abençoado, que tem sido fonte de inspiração para abundante literatura, bem como associações com a cultura popular, como cenário ou tema de filmes, romances, músicas, documentários, histórias em quadrinhos e jogos.